# Live Dates
Live Dates, dat later de bijnaam kreeg Live Dates I, is het eerste livealbum van Wishbone Ash. Na de succesvolle start van de band speelde WA tijdens talloze concerten en festivals en daarvan werden opnamen gemaakt voor de release van Live Dates. De opname werden gemaakt met behulp van The Rolling Stones Mobile Studio en later gemixt in de Olympic Studio te Londen. Het hoesontwerp van het album is afkomstig van Hipgnosis met toen zijn vaste medewerker Storm Thorgerson. Opnamen werden gemaakt in Fairfield Hall te Croydon, de universiteit van Reading, de City Hall in Newcastle upon Tyne en de Guildhall in Portsmouth.
De liveopnamen van Wishbone Ash gaan terug tot 1972; die opnamen kwamen terecht op een promotie-album Live in Memphis. Van die plaat is Phoenix later als bonustrack op Live Dates-cd terechtgekomen. Later (1991/1995) verschenen trouwens ook BBC-opnamen uit die begintijd.
Het album haalde geen notering in de Britse albumlijst.

## Musici
Het was het laatste album met Ted Turner.
- Andy Powell – gitaar, zang
- Ted Turner – gitaar, zang
- Martin Turner – basgitaar, zang
- Steve Upton – slagwerk, percussie

## Muziek
| Nr. | Titel                            | Duur |
| --- | -------------------------------- | ---- |
| 1.  | The king will come (Croydon)     | 7:44 |
| 2.  | Warrior (Newcastle)              | 5:42 |
| 3.  | Throw down the sword (Newcastle) | 5:57 |

| Nr. | Titel                                                    | Duur |
| --- | -------------------------------------------------------- | ---- |
| 1.  | Rock ‘n’ roll widow (Reading)                            | 6:08 |
| 2.  | Ballad of the Beacon (Reading)                           | 5:22 |
| 3.  | Baby what you want me to do (van Jimmy Reed, Portsmouth) | 7:48 |

| Nr. | Titel             | Duur  |
| --- | ----------------- | ----- |
| 7.  | Phoenix (Memphis) | 17:10 |

| Nr. | Titel                  | Duur |
| --- | ---------------------- | ---- |
| 1.  | The pilgrim (Reading)  | 9:14 |
| 2.  | Blowin’ free (Croydon) | 5:31 |
| 3.  | Jail bait (Croydon)    | 4:37 |

| Nr. | Titel                  | Duur  |
| --- | ---------------------- | ----- |
| 1.  | Lady whiskey (Reading) | 5:57  |
| 2.  | Phoenix (Croydon)      | 17:23 |